# Destacamento de Vigilancia Cuartel Santiago del Estero
El Destacamento de Vigilancia Cuartel "Santiago del Estero" (Dest Vig Cu "SE") es una unidad permanente del Ejército Argentino con asiento en Santiago del Estero y bajo la dependencia orgánica de la 2.ª División de Ejército.

## Reseña
Es la unidad creada para la custodia de las instalaciones con asiento en Santiago del Estero, funcionando como centro logístico militar y brindando apoyo a la comunidad. Es la presencia del Ejército Argentino en la provincia de Santiago del Estero junto con la Delegación del Estado Mayor General del Ejército en Santiago del Estero (DEMGE).
En 2020 brindó apoyo al esfuerzo sanitario de las Fuerzas Armadas de la Nación desplegado durante la pandemia de COVID-19 en la Argentina, colaborando con las provincias y municipios. Se hallaba en la órbita de la Zona de Emergencia Córdoba (que incluía Santiago del Estero).